# Nesomys
Genre
Synonymes
- Hallomys Jentink, 1879[2] [3]

Nesomys est un genre de rongeurs de la famille des Nesomyidae.

## Liste des espèces
Selon BioLib (30 juin 2019) :
- Nesomys audeberti Jentink, 1879
- Nesomys lambertoni G. Grandidier, 1928.
- Nesomys narindaensis Mein, Sénégas, Gommery, Ramanivosoa, Randrianantenaina & Kerloc'h, 2010 †
- Nesomys rufus Peters, 1870